# Кшивічини
Кшивічини (пол. Krzywiczyny, нім. Schönfeld) — село в Польщі, у гміні Волчин Ключборського повіту Опольського воєводства.
Населення — 618 осіб (2011).

## Демографія
Демографічна структура станом на 31 березня 2011 року:
|          | Загалом | Допрацездатний вік | Працездатний вік | Постпрацездатний вік |
| -------- | ------- | ------------------ | ---------------- | -------------------- |
| Чоловіки | 309     | 56                 | 222              | 31                   |
| Жінки    | 309     | 52                 | 181              | 76                   |
| Разом    | 618     | 108                | 403              | 107                  |